# Dolichopteryx trunovi
Dolichopteryx trunovi är en fiskart som beskrevs av Nikolai V. Parin 2005. Dolichopteryx trunovi ingår i släktet Dolichopteryx och familjen Opisthoproctidae. Inga underarter finns listade i Catalogue of Life.